# Susan Kariuki
Susan Kariuki (Nairobi, 22 dicembre 1966) è un'ex cestista keniota.

## Carriera
Con il Kenya ha disputato i Campionati mondiali del 1994.